# 加布里埃尔·门多萨
加比度·拉菲爾·文度沙·伊巴拉，（西班牙語：Gabriel Rafael Mendoza Ibarra，1968年5月22日—），智利职业足球运动员，现已退役．他總共累積36場國際賽經驗·並曾為國家隊射入1球，而第一次代表國家隊是於1991年7月6日的一場國際賽賽事。

## 榮譽

### 球會
- 高魯高魯
  - 智利聯賽: 1996
  - 智利盃: 1996